# 2250 Stalingrad
2250 Stalingrad è un asteroide della fascia principale. Scoperto nel 1972, presenta un'orbita caratterizzata da un semiasse maggiore pari a 3,1838400 UA e da un'eccentricità di 0,1867518, inclinata di 1,50940° rispetto all'eclittica.